# Steekmuggen
Steekmuggen (Culicidae) zijn een familie van muggen (Nematocera) die behoren tot de tweevleugeligen (Diptera). Soorten uit deze familie worden vaak muskieten genoemd. De vrouwtjes zuigen bloed met de monddelen en beschikken niet over een angel. Ze zouden dus eigenlijk 'bijtmuggen' moeten heten. In de Lage Landen zijn er 32 inheemse soorten steekmuggen uit de familie Culicidae bekend, waarvan de gewone steekmug de meest algemene soort is.
Er zijn duizenden soorten steekmuggen waarvan de vrouwtjes bijten omdat ze de hoogwaardige dierlijke eiwitten in het bloed nodig hebben voor de ontwikkeling van hun eitjes. De mannetjes bijten niet. De meeste soorten zijn 's nachts actief. Tot de meest gevreesde steekmuggen behoren de malariamuggen en de gelekoortsmuggen. Ook de tijgermug is gevaarlijk omdat ze ernstige ziekten verspreidt, zoals de westnijlkoorts, Japanse encefalitis, chikungunya, dengue (knokkelkoorts) en gele koorts. Deze muggen leven 40 à 50 dagen en zetten gedurende hun leven meerdere keren eitjes af. Steekmuggen zijn echter niet de enige muggenfamilie met bijtende soorten, ook soorten uit andere families (kriebelmuggen of Simuliidae en knutten of Ceratopogonidae) bijten en kunnen ziekten overbrengen.
Steekmuggen maken een zoemend geluid dat goed hoorbaar is als de mug dichtbij komt. Dat heeft deels te maken met de voortplanting van de muggen. Ze leven in het donker en kunnen elkaar moeilijk vinden. Muggen gebruiken daarom geluid om elkaar te kunnen lokaliseren in het donker. Alleen de (bijtende) vrouwtjes maken zoemgeluiden, die worden opgevangen door de geveerde antennes van de mannetjes. Iedere soort produceert een iets ander geluid, zodat de mannetjes niet paren met een vrouwtje van een andere soort.
Steekmuggen komen over de hele wereld voor, behalve in heel koude gebieden, zoals rond de polen. Het verspreidingsgebied van veel soorten wordt groter door de opwarming van de aarde. Onder andere de malariamug rukt hierdoor op naar het noorden. In Nederland en België zijn steekmuggen hooguit irritant, maar wereldwijd zijn ze verantwoordelijk voor de dood van 1 op de 17 mensen: jaarlijks worden ongeveer 700 miljoen mensen besmet met een door steekmuggen verspreide ziekte.
Steekmuggen gebruiken zicht maar nemen voornamelijk geuren en temperatuursverschillen waar om de gastheer op te sporen. De meeste muggen, zoals de Culex pipiens, bijten zoogdieren en vogels, die eerst visueel worden opgespoord. Geuren en warmteverschillen worden pas opgemerkt als de mug dichterbij is. Muggen hebben aanpassingen om stoffen die door dieren worden uitgescheiden, waar te nemen. Het gaat dan niet om ontlasting of urine, maar geschat wordt dat zo'n 300 tot 400 verschillende stoffen worden uitgescheiden door het zweten, en zo'n 100 verschillende stoffen bij het uitademen.

## Soorten

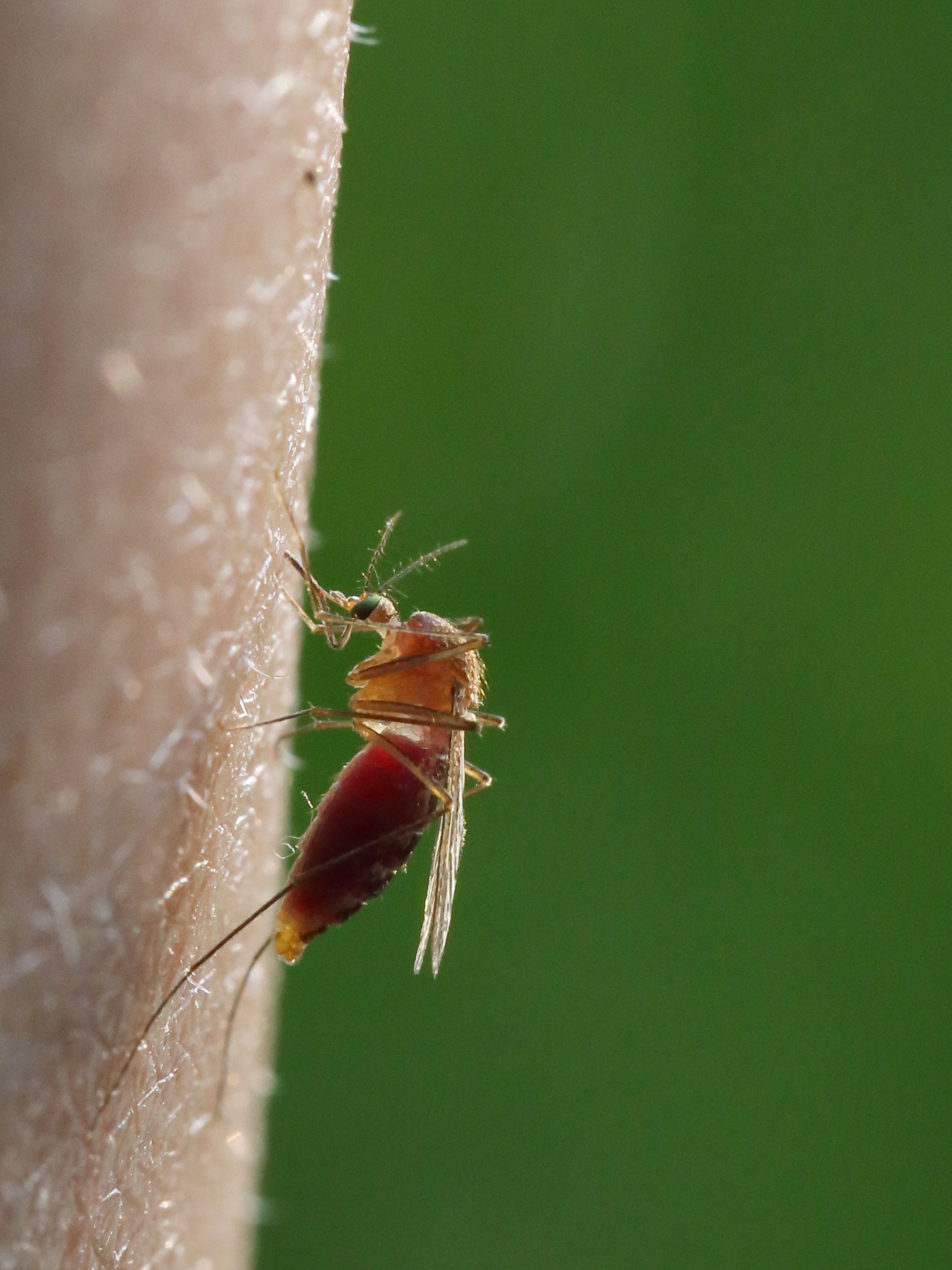
Een vrouwtje van de gewone steekmug dat zich met bloed voedt.

Inmiddels zijn er 3531 soorten beschreven, waarvan er 36 in Nederland waargenomen worden. Zie voor de verschillende groepen het artikel taxonomie van de steekmuggen.

### Lage landen
De 34 soorten steekmuggen die zich volgens het Nederlands Soortenregister in Nederland gevestigd hebben, behoren tot zes geslachten:
- Aedes: 11 soorten,
- Anopheles: 6 soorten,
- Coquillettidia: 1 soort,
- Culex: 4 soorten,
- Culiseta: 6 soorten,
- Ochlerotatus: 6 soorten.

De meeste van de overige 7 soorten steekmuggen die in de Lage Landen zijn waargenomen, zijn exoten die zich bijna niet permanent in onze omgeving kunnen vestigen. Deze groep exoten behoort grotendeels tot het geslacht Aedes.

## Ontwikkeling
| Drijvende muggenlarven |
| Rode muggenlarven      |

Steekmuggen leven altijd in de buurt van water omdat de larven hierin opgroeien. Dat geldt ook voor veel dansmuggen. Mannelijke steekmuggen zuigen alleen plantensappen zoals nectar. Het zijn de vrouwtjes die steken; ze zuigen bloed omdat ze de voedingsstoffen (eiwitten) die hierin zitten nodig hebben voor het leggen van eitjes. Op één bloedmaaltijd kunnen ze een paar honderd eitjes leggen, ongeveer eens in de drie dagen. Overigens zijn er wel meer insecten die van planten leven, maar waarvan de vrouwtjes soms bloed zuigen of andere dieren eten voor de ontwikkeling van de eitjes. Voorbeelden zijn dazen en sommige wantsen.
Uit een eitje komt een muggenlarve tevoorschijn, die een belangrijke schakel in het leven onder water is. Deze larve is een pioniersoort die in zeer slechte omstandigheden kan overleven.
Steekmuggenlarven filteren kleine eencellige algjes en diertjes uit het water. Die bevinden zich voornamelijk vlak onder het wateroppervlak, omdat hier het meeste zonlicht en de grootste concentratie zuurstof aanwezig is. Hierdoor zijn ook de larven vaak net onder het wateroppervlak te vinden, alleen bij verstoring duiken ze al kronkelend onder.
Rode muggenlarven leven juist op de bodem van het water, in het bodemslib. De rode kleur danken ze aan een zuurstofbindende stof in hun lichaam, die van pas komt omdat er op de bodem minder zuurstof is. Ze komen slechts af en toe omhoog gekronkeld om adem te halen. Rode muggenlarven leven van dood organisch materiaal, sommige soorten leven in zelfgebouwde kokertjes.
Steekmuggenlarven worden gegeten door veel insecten en de larven ervan, vissen, amfibieën en andere dieren en worden ook als visvoer verkocht, zowel gedroogd als levend. Rode muggenlarven zijn de larven van dansmuggen, zwarte larven van steekmuggen. De volwassen mug leeft maar kort; enkele dagen tot weken.

## Ziekteverspreiding
In een groeiend aantal landen, met name tropische en subtropische gebieden, kan een 'muggenbeet' erg gevaarlijk zijn. Dat komt doordat een aantal soorten drager kan zijn van diverse ziekten, waarvan malaria de bekendste is. Deze ziekte wordt overgedragen door de malariamug (Anopheles). De beet zelf is niet gevaarlijk, maar de organismen in het speeksel wel. Lange tijd werd gedacht dat deze ziekteverwekkers parasitair op de mug waren, maar waarschijnlijk is er eerder sprake van symbiose. Ondanks lokale geruchten en de bloedzuigende leefgewoonten kan geen enkele soort mug hiv verspreiden. Enkele soorten verspreiden ook ziekten onder vee, zoals blauwtong, dat vooral bij schapen gevaarlijk is. Runderen kunnen ook aangetast worden en vertonen ziektesymptomen, maar er is minder sterfte dan bij schapen.
Andere (tropische) ziekten die door muggen worden verspreid, zijn:
- dengue of knokkelkoorts
- gele koorts
- westnijlkoorts
- elefantiasis (olifantsziekte)
- chikungunya

De Canadese historicus Timothy Winegard komt na onderzoek tot de conclusie dat ziekteverspreiding door steekmuggen verregaande invloeden heeft gehad op de menselijke geschiedenis. Hij schat dat zo’n 110 biljoen muggen jaarlijks ongeveer 2 miljoen mensen doden. Door muggen veroorzaakte epidemieën hebben militaire en civiele catastrofes veroorzaakt.

## Ecosysteem
Een aantal wetenschappers is van mening dat muggen wereldwijd geen enkele essentiële functie vervullen in het ecosysteem. Niets en niemand zou ze missen als ze zouden verdwijnen. Sterker nog: ze opperen dat als muskieten enig nut zouden hebben, de mens wel een manier had gevonden om ze te exploiteren. Het enige werkelijk grote ecologische gevolg van het verdwijnen van de mug zou dan zijn dat je méér mensen (namelijk minder besmetting) krijgt. Dat is de consequentie. Verder zal de natuur haar beloop hebben als daarvoor, en wellicht verbeteren.
Historicus Timothy Winegard wijst daarentegen op de functie van muggen in het ecosysteem, onder meer door het bestuiven van bepaalde planten bij het zoeken naar nectar, en als voedingsbron voor vleermuizen, vogels en vissen. Eén schakel uit het ecosysteem verwijderen kan onverwachte gevolgen hebben. Eventueel verwacht Winegard wel resultaat van toepassing van CRISPR-technologie, al maant hij ook op dat punt tot voorzichtigheid.

## Bestrijding
Ooit was DDT het belangrijkste middel om muggen te bestrijden. DDT veroorzaakt echter milieuschade. Bovendien breekt dit middel slecht af zodat het jarenlang in de natuur actief blijft (bioaccumulatie), ook als het op andere plaatsen in het ecosysteem terechtkomt. DDT is om deze reden sinds enkele jaren internationaal verboden, met als uitzondering het gebruik als muurimpregneermiddel in de strijd tegen malaria. Hiervoor is het zelfs aanbevolen door de WHO.
Dit verbod is aan kritiek onderhevig vanwege voordelen van DDT: het toevoegen van pesticide aan muurpleister is een manier om muggen te doden die in de omgeving van mensen vertoeven. Hierbij wordt het juist als voordeel gezien dat deze pesticide niet afbreekt, met name in de Derde Wereld waar het te kostbaar is om muren steeds opnieuw met andere bestrijdingsmiddelen te behandelen.
In de praktijk wordt malaria in landen met hoge infectiedruk bestreden door het gebruik van insecticiden in de woonhuizen. DDT wordt sinds 2006 in Tanzania ook weer gebruikt onder goedkeuring van de WHO. DDT is zelfs effectief tegen resistente muggen doordat ze worden afgeschrikt bij het waarnemen van dit insecticide. Het is wel de bedoeling het gebruik van DDT te beperken tot deze bestrijdingsmethode, waarbij er weinig DDT in de voedselketen komt. De gezondheidsrisico's voor mensen zijn vrij beperkt, zeker in vergelijking tot de enorme impact van malaria in deze streken.
Een efficiënte vorm van biologische bestrijding is het uitzetten van vissoorten die graag muggenlarven eten. In de tropen zijn de gup en de soort Gambusia affinis populair. In Nederland kunnen vissen als zonnebaars (in schoon water) of Amerikaanse hondsvis (in vies of zuur water) worden gebruikt omdat deze zich zeer snel kunnen voortplanten. Deze exoten zijn dikwijls eenvoudig te koop bij de aquarium- of vijvervishandel. Het uitzetten van deze vissen is slechts toegestaan in de tuinvijver. In de natuur richten deze soorten grote schade aan onder inheemse amfibieën- en insectenpopulaties. Het uitzetten ervan is dan ook een overtreding van de Flora- en faunawet.
In en om huis is een goede manier van bestrijding het regelmatig vervangen of legen van stilstaand water in alle mogelijke containers; bijvoorbeeld vogelbadjes, regentonnen, rubber banden, dakgoten. Elke plek waar maar enig water een week tot 14 dagen in kan blijven staan is geschikt voor muggenlarven om tot ontwikkeling te komen.

### Bestrijding van de malariamug
Aan malaria sterven jaarlijks meer dan 1 miljoen mensen, vooral jonge kinderen en zwangere vrouwen. Wetenschappers doen intensief onderzoek naar methoden om de muggen te doden en zo het aantal slachtoffers te verminderen.
Een mogelijke doorbraak is de toepassing van de schimmel Beauveria bassiana die de mug snel verzwakt en doodt. De schimmel wordt in spore-vorm op een oppervlak aangebracht door middel van een spray, als een mug landt wordt de schimmel actief en groeit binnen in de mug tot het insect sterft. Binnen veertien dagen is 90% van alle muggen dood en de overlevenden hebben een gereduceerd vliegvermogen, zijn slechte eters en ook de meegedragen parasieten ontwikkelen zich langzamer. Bovendien stopt de mug met eten en het zuigen van bloed zodra het lichaam geïnfecteerd is met de schimmel. Uit laboratoriumproeven blijkt dat de kans op besmetting met malaria door met Beauveria bassiana geïnfecteerde muggen hierdoor met 98% afneemt. Het is niet mogelijk dat de schimmel het menselijk lichaam besmet, onze lichaamstemperatuur is te hoog.
Een andere onderzochte methode is de muggen massaal lokken en doden in vallen door ze aan te trekken. In tegenstelling tot wat velen beweren, komen steekmuggen zoals de malariamug niet af op licht, wel op zweetgeur en CO2. Twee Nederlands onderzoekers kregen in 2006 de Ig Nobelprijs voor de biologie, voor het aantonen dat de vrouwelijke malariamug even sterk door de lucht van zweetvoeten als die van Limburgse kaas wordt aangetrokken. Ondanks de niet serieus bedoelde Ig Nobelprijs en de weigering van het gezaghebbende blad Nature het artikel te plaatsen, wordt het onderzoek naar het zetten van vallen wetenschappelijk onderzocht. De voor een mug onweerstaanbare geur wordt gemaakt uit een cocktail van aceton, Limburgse kaas, melkzuur en het zweet van zweetvoeten. Naar een ideale combinatie wordt onderzoek gedaan, wat gefinancierd wordt door de Bill & Melinda Gates Foundation, een liefdadigheidsorganisatie die werd opgericht door Bill Gates en zijn ex-vrouw.

### Bestrijding binnenshuis
De bestrijding van muggen bestaat uit preventie, verjagen, vangen en verdelgen. Muggen houden van hangen, zoals aan het plafond, aan een muur of onder een bureaublad. Dit zijn plaatsen waar muggen doorgaans gevonden en vervolgens gevangen of verdelgd worden.
Een vrouwtjesmug stopt pas met naar bloed zoeken wanneer ze verzadigd is. Ook kan ze zich slechts één keer in een aantal dagen volzuigen. Als er dus een enkele mug in de slaapkamer zit, kan men ervoor kiezen om zich te laten bijten. Het voordeel is dat men dan van het gezoem af is. Echter zijn er vaak nog wel andere exemplaren aanwezig die goed verstopt zitten. Bovendien is in warmere oorden een enkele muggenbeet al voldoende om een ziekte als malaria, dengue of gele koorts op te lopen.

#### Preventie
Een hor kan in een raam geplaatst worden. Dit is een stuk gaas dat kleine openingen heeft zodat dat muggen en andere insecten er niet doorheen kunnen vliegen. Op deze manier kan worden voorkomen dat er muggen naar binnen vliegen als op een warme dag het raam wordt opengezet.
Horren bestaan in verschillende typen en diverse formaten, onder meer afhankelijk van het raamtype en het formaat van de ramen.
Muskietennetten of klamboes beschermen mensen tijdens de slaap tegen muggen, vooral als ze zijn geïmpregneerd met een pesticide. In Nederland zijn veel van deze pesticiden echter niet toegestaan, zodat reizigers vaak bij aankomst in een tropisch land een werkzame pesticide kopen. Nadeel is dat er ook 'te' werkzame middelen tussen zitten; sommige pesticiden zijn niet voor niets verboden en niet alleen voor de muggen schadelijk. Een stof die muggen afschrikt door de geur en in veel populaire antimuggenproducten is verwerkt, is het middel DEET. Het tast bij te hoge concentraties overigens ook de menselijke slijmvliezen aan, en bij bepaalde (long)aandoeningen ligt de grens aanzienlijk lager.

#### Verjagen
Steekmuggen kunnen zeer goed ruiken en hebben een hekel aan citroengeur: zowel middelen met DEET erin als een extract uit een citrusachtige plant als de 'citroenplant' (=citroenmelisse, Melissa officinalis) verwart ze. Deze geur zorgt ervoor dat ze het lichaam niet goed meer kunnen waarnemen. Andere methoden die muggen zouden verjagen, zijn zuiveringshoutwierook en het verdampen van plantaardige oliën.
Ook tocht of een ventilator bieden uitkomst: muggen zijn erg licht en vatbaar voor luchtstromen en kunnen dan niet goed vliegen. Muggen worden aangetrokken door zweetlucht. Bacteriën zetten het zweet om in stoffen die naar kaas ruiken. Het is deze lucht die muggen aantrekt. Regelmatig wassen helpt, al worden muggen ook aangetrokken door CO2.

#### Vangen en verdelgen
Muggen doodslaan is vaak lastig, doordat de zeer lichte mug wegwaait door de beweging van het meppen. Het is echter ook mogelijk om de mug uit de lucht te plukken met de hand (de mug waait dan niet zo snel weg), maar dit vereist wel een goede oog-handcoördinatie. Een alternatief is het plaatsen van een glazen beker over de mug als deze op de muur zit. Daarna kan een stuk papier tussen de muur en de beker met de mug worden geplaatst. 
Om van grote hoeveelheden muggen af te komen zijn effectievere methoden wenselijk.
- Een manier die veel gebruikt wordt is om een beetje gist in een plastic fles te doen, met wat water en suiker. De gist zou ervoor zorgen dat CO2 vrijkomt wat de muggen aantrekt, terwijl de suiker ervoor moet zorgen dat de muggen vast blijven kleven in de fles. In de praktijk is het resultaat van deze methode helaas teleurstellend volgens veel mensen.[19]
- Er zijn ook speciale kaarsen die een voor muggen onaangename geur afgeven als ze worden aangestoken. Deze zijn heel handig voor als men buiten wil zitten op een warme dag. Ook zijn ze handig voor op de camping als alternatief voor een muggenplug.

- De elektrische vliegenmepper is een ontwikkeling waardoor het meppen van muggen definitief tot het verleden behoort. In weerwil van zijn naam is het niet nodig om met de elektrische vliegenmepper te slaan: louter het contact tussen mug en vliegenmepper volstaat om de mug te elektrocuteren.

- De compacte muggenvanger (muggenzuiger), soms ook antimuggenlamp genoemd, trekt de mug aan via geur of licht en zuigt de mug vanaf iedere plek op. Hierdoor hoeven er geen muggenlijkjes of bloedvlekken meer opgeruimd te worden. De stofzuiger of kruimeldief kan ook een uitkomst zijn.

- Een zogenaamde muggenplug kan ook uitkomst bieden; deze wordt in het stopcontact gestoken. De muggenplug werkt soms met een bepaalde, voor mensen niet-waarneembare, geur die voor muggen onprettig is. Andere muggenpluggen werken met een ultrasoon geluid, dat voor mensen vrijwel onhoorbaar is. De werking van deze laatste pluggen wordt echter door wetenschappers betwijfeld. Er zijn ook muggenpluggen die een lichtblauw licht afgeven nadat ze in het stopcontact zijn gestoken. Dit licht trekt de muggen aan, zodat ze in de muggenplug worden gevangen.

## Lezingen door entomoloog Bart Knols
- Waarom word jij helemaal lek geprikt door muggen en je partner niet? - Universiteit van Nederland
- Hoe hebben muggen het verloop van de wereldgeschiedenis bepaald?  - Universiteit van Nederland
- Kan de opmars van exotische muggen een nationale ramp worden? - Universiteit van Nederland

## Geslachten
(Indicatie van aantallen soorten per geslacht tussen haakjes)
- Abraedes  (1)
- Acartomyia  (3)
- Aedeomyia  (7)
- Aedes Meigen, 1818 (88)
- Aedimorphus  (67)
- Alanstonea  (2)
- Albuginosus  (9)
- Anopheles  (469)
- Armigeres  (58)
- Ayurakitia  (2)
- Aztecaedes  (1)
- Belkinius  (1)
- Bifidistylus  (2)
- Bironella  (8)
- Borichinda  (1)
- Bothaella  (6)
- Bruceharrisonius Reinert, 2003 (8)
- Cancraedes  (10)
- Catageiomyia  (28)
- Catatassomyia  (1)
- Collessius  (9)
- Coquillettidia  (57)
- Cornetius  (1)
- Culex Linnaeus, 1758 (771)
- Culiseta  (39)
- Chagasia Cruz, 1906 (5)
- Christophersiomyia  (5)
- Dahliana  (3)
- Danielsia  (3)
- Deinocerites  (18)
- Dendroskusea  (5)
- Diceromyia  (14)
- Dobrotworskyius  (7)
- Downsiomyia Vargas, 1950 (30)
- Edwardsaedes  (3)
- Elpeytonius  (2)
- Eretmapodites  (48)
- Ficalbia  (8)
- Finlaya  (36)
- Fredwardsius  (1)
- Galindomyia  (1)
- Georgecraigius  (3)
- Geoskusea  (10)
- Gilesius  (2)
- Gymnometopa  (1)
- Haemagogus  (28)
- Halaedes  (3)
- Heizmannia  (38)
- Himalaius  (2)
- Hodgesia  (11)
- Hopkinsius  (7)
- Howardina  (34)
- Huaedes  (3)
- Hulecoeteomyia  (12)
- Indusius  (1)
- Isoaedes  (1)

- Isostomyia  (4)
- Jarnellius  (5)
- Jihlienius  (3)
- Johnbelkinia  (3)
- Kenknightia  (12)
- Kimia  (5)
- Kompia  (1)
- Leptosomatomyia  (1)
- Levua  (1)
- Lewnielsenius  (1)
- Limatus  (8)
- Lorrainea  (5)
- Luius  (1)
- Lutzia  (8)
- Macleaya  (11)
- Malaya  (12)
- Mansonia  (26)
- Maorigoeldia  (1)
- Mimomyia  (45)
- Molpemyia  (3)
- Mucidus  (14)
- Neomelaniconion  (28)
- Ochlerotatus  (266)
- Onirion  (7)
- Opifex  (2)
- Orthopodomyia  (36)
- Paraedes  (8)
- Patmarksia  (13)
- Petermattinglyius  (5)
- Phagomyia  (16)
- Polyleptiomyia  (2)
- Pseudarmigeres  (5)
- Psorophora  (50)
- Rampamyia  (3)
- Rhinoskusea  (4)
- Runchomyia  (7)
- Sabethes  (39)
- Sallumia  (2)
- Scutomyia  (9)
- Shannoniana  (3)
- Skusea  (4)
- Stegomyia  (127)
- Tanakaius  (2)
- Tewarius  (4)
- Topomyia  (63)
- Toxorhynchites  (88)
- Trichoprosopon  (13)
- Tripteroides  (122)
- Udaya  (3)
- Uranotaenia Lynch Arribálzaga, 1891 (263)
- Vansomerenis  (3)
- Verrallina  (95)
- Wyeomyia  (140)
- Zavortinkius  (11)
- Zeugnomyia  (4)

## In Nederland waargenomen soorten
- Genus: Aedes
  - Aedes aegypti - (Denguemug of Gelekoortsmug)
  - Aedes albopictus - (Aziatische tijgermug)
  - Aedes cinereus
  - Aedes flavescens
  - Aedes flavopictus
  - Aedes geminus
  - Aedes japonicus - (Aziatische bosmug)
  - Aedes koreicus - (Koreaanse bosmug)
  - Aedes punctor - (Veensteekmug)
  - Aedes riparius
  - Aedes sticticus
  - Aedes vexans
- Genus: Anopheles
  - Anopheles algeriensis
  - Anopheles atroparvus - (Malariamug)
  - Anopheles claviger
  - Anopheles maculipennis - (Malariamug)
  - Anopheles melanoon
  - Anopheles messeae
  - Anopheles plumbeus - (Loodgrijze malariamug)
- Genus: Coquillettidia
  - Coquillettidia richiardii - (Plantenboorsteekmug)
- Genus: Culex
  - Culex modestus
  - Culex pipiens - (Gewone steekmug)
  - Culex territans - (Kikkerbillenbijter)
  - Culex torrentium
- Genus: Culiseta
  - Culiseta alaskaensis
  - Culiseta annulata - (Grote steekmug)
  - Culiseta bergrothi
  - Culiseta fumipennis
  - Culiseta longiareolata
  - Culiseta morsitans
  - Culiseta ochroptera
  - Culiseta subochrea
- Genus: Ochlerotatus
  - Ochlerotatus annulipes
  - Ochlerotatus atropalpus - (Amerikaanse rotspoelmug)
  - Ochlerotatus cantans
  - Ochlerotatus caspius
  - Ochlerotatus communis
  - Ochlerotatus detritus
  - Ochlerotatus dorsalis
  - Ochlerotatus excrucians
  - Ochlerotatus geniculatus
  - Ochlerotatus leucomelas
  - Ochlerotatus nigrinus
  - Ochlerotatus rusticus